# Marie-Madeleine Lachenais
Marie-Madeleine Lachenais (1778-1843) (dite Joutte) était l'épouse des présidents à vie d'Haïti Alexandre Pétion puis Jean-Pierre Boyer.
Elle a eu deux filles avec Petion, Cécile, née en 1805, puis Hersilie née en 1818, et qui a été élevée par Jean-Pierre Boyer. Elle a exercé une influence significative sur la présidence entre 1807 et 1843. Lors de la destitution de Boyer en 1843, elle a été exilée en Jamaïque où elle meurt le 22 juillet 1843.